# Alexandra de Grèce (1870-1891)
Vous lisez un « bon article » labellisé en 2018.
Pour les articles homonymes, voir Alexandra de Grèce.
Alexandra de Grèce (en grec moderne : Αλεξάνδρα της Ελλάδας / Alexándra tis Elládas et en russe : Александра Георгиевна / Alexandra Gueorguievna), princesse de Grèce et de Danemark puis, par son mariage, grande-duchesse de Russie, est née le 30 août 1870, au palais de Mon Repos, à Corfou, et morte le 24 septembre 1891 dans le domaine d'Ilynskoe, en Russie. C'est une personnalité de la famille impériale russe.
Fille préférée du roi des Hellènes Georges Ier, la princesse Alexandra passe une enfance dorée entre la Grèce, le Danemark et la Russie. Éduquée avec soin par une myriade de gouvernantes et de préceptrices, la jeune fille a la réputation d'être la plus jolie des enfants du couple royal. En 1889, Alexandra épouse, au palais d'Hiver, le grand-duc Paul Alexandrovitch de Russie, plus jeune frère du tsar Alexandre III.
Après leur mariage, Alexandra et Paul emménagent dans le palais du grand-duc, situé sur le quai des Anglais, à Saint-Pétersbourg. Pour la jeune femme, l'intégration à sa nouvelle patrie n'est pas facile, d'autant que Paul s'absente régulièrement à cause de ses fonctions militaires. Elle est cependant rapidement enceinte et donne le jour à une fille, la grande-duchesse Marie Pavlovna, en 1890. Peu de temps après, le grand-duc Paul est nommé commandant de la garde impériale et le couple déménage à Tsarskoïe Selo. À l'été 1891, Alexandra et Paul séjournent, avec le grand-duc Serge Alexandrovitch et son épouse, dans le domaine d'Ilynskoe. Enceinte de sept mois, Alexandra a un malaise, qui la conduit à accoucher d'un fils prématuré, le grand-duc Dimitri Pavlovitch. Elle perd alors conscience et meurt, entourée de ses parents, après six jours de coma.
Inhumée à la cathédrale Pierre-et-Paul de Saint-Pétersbourg le 30 septembre 1891, la dépouille de la princesse est finalement rapatriée en Grèce à la demande de sa mère, en janvier 1940.

## Famille

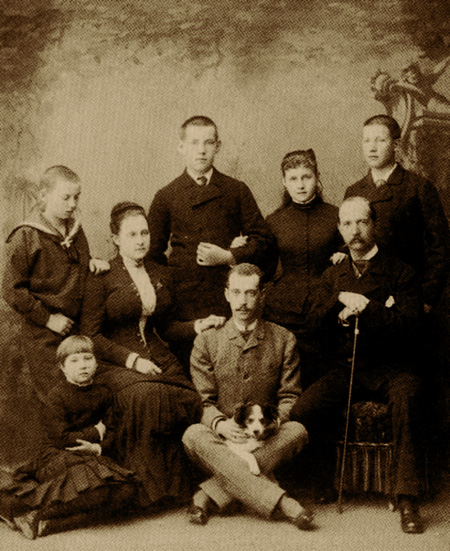
La famille royale de Grèce vers 1888. Sur la photo, apparaissent, de gauche à droite, le prince Nicolas, la princesse Marie (assise par terre), la reine Olga, le diadoque Constantin (debout au milieu), le grand-duc Paul Alexandrovitch de Russie (avec un petit chien sur les genoux), la princesse Alexandra, le roi Georges Ier (roi des Hellènes) et le prince Georges.

La princesse Alexandra est la fille du roi Georges Ier de Grèce (1845-1913) et de son épouse la grande-duchesse Olga Constantinovna de Russie (1851-1926). Par son père, elle descend du roi Christian IX de Danemark (1818-1906), surnommé le « Beau-père de l'Europe », et de la reine Louise de Hesse-Cassel (1817-1898) tandis que, par sa mère, elle est la petite-fille du grand-duc Constantin Nikolaïevitch de Russie (1827-1892) et de la princesse Alexandra de Saxe-Altenbourg (1830-1911).
Le 17 juin 1889, la princesse Alexandra épouse, à Saint-Pétersbourg, le grand-duc Paul Alexandrovitch de Russie (1860-1919), dernier fils du tsar Alexandre II de Russie (1818-1881) et de son épouse la princesse Marie de Hesse-Darmstadt (1824-1880), également connue sous le nom de Maria Alexandrovna de Russie.
Du mariage d'Alexandra et de Paul naissent deux enfants :
- Marie Pavlovna de Russie (1890-1958), grande-duchesse de Russie, qui épouse, en 1908, le prince Guillaume de Suède (1884-1965), duc de Sudermanie. Divorcée en 1914, la grande-duchesse conclut, en 1917, une union morganatique avec le prince Serge Mikhaïlovitch Poutiatine (1893-1966) ;
- Dimitri Pavlovitch de Russie (1891-1941), grand-duc de Russie, qui épouse morganatiquement, en 1927, la roturière américaine Audrey Emery (1904-1971), avant de divorcer en 1937.

## Biographie

### Une enfance heureuse

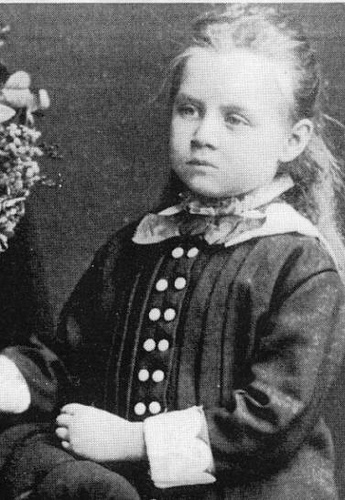
La princesse Alexandra vers 1875.

Née le 18 août 1870 au palais de Mon Repos, sur l'île de Corfou, la princesse Alexandra est la troisième enfant du roi Georges Ier de Grèce et de son épouse, la grande-duchesse Olga Constantinovna de Russie. Aînée des filles du couple, elle a la réputation d'être la plus jolie et l'enfant préférée de son père,,.
La princesse grandit entre le palais royal de la place Syntagma, à Athènes, et celui de Tatoï, au pied du mont Parnès. Enfant, elle effectue aussi de nombreux séjours à l'étranger et visite notamment le Danemark et la Russie. Pour la princesse et sa fratrie, Georges Ier et Olga Constantinovna se montrent des parents attentionnés et le roi participe souvent aux jeux de ses enfants. Avec ses parents et ses nurses, Alexandra parle anglais mais c'est le grec qu'elle utilise avec ses frères et sœurs ou dans sa scolarité. Le roi Georges Ier insiste en effet pour que ses enfants maîtrisent parfaitement la langue de leur peuple.
Avec sa sœur Marie, Alexandra est confiée aux soins de la comtesse Gröben et d'une myriade de gouvernantes et de préceptrices de nationalités différentes. À la demande de son père, la princesse reçoit une éducation soignée, fondée sur l'étude des langues (grec, anglais, français et allemand) mais aussi de la littérature, de l'arithmétique, de la musique, du dessin et de la religion orthodoxe. Elle pratique en outre l'équitation et la gymnastique.

### Fiançailles et mariage

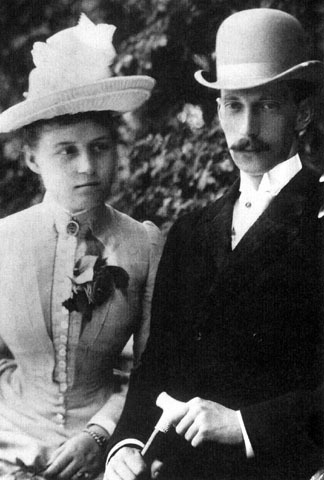
Alexandra et Paul en 1890.

En 1888, le roi Georges Ier célèbre les 25 ans de son accession au trône, ce qui donne lieu à de grandes festivités dans le royaume hellène. Pour l'occasion, de nombreuses personnalités du gotha sont accueillies à Athènes. Parmi celles-ci, se trouve le grand-duc Paul Alexandrovitch de Russie, plus jeune frère du tsar Alexandre III et cousin germain de la reine Olga Constantinovna.
Intime de la famille royale de Grèce, à laquelle il a déjà rendu plusieurs fois visite, le jeune homme de 28 ans profite de son voyage pour demander sa main à la princesse Alexandra, alors âgée de 18 ans,,. Réputé doux et charmant, le grand-duc sert alors dans la garde impériale russe.
Les noces princières sont fixées au 17 juin 1889 et la famille royale de Grèce se rend au grand complet en Russie pour les célébrations. Après un passage en Allemagne, les membres de la dynastie passent en Pologne, où le grand-duc Paul vient retrouver sa promise. La petite troupe va ensuite à Saint-Pétersbourg, où elle s'installe au palais de Marbre, propriété du grand-duc Constantin Constantinovitch, oncle d'Alexandra.
Finalement, les deux jeunes gens s'unissent au cours d'une cérémonie somptueuse qui se déroule dans la chapelle du palais d'Hiver,,. Moment de joie, l'événement est aussi un moment d'angoisse pour le couple puisque le grand-père maternel d'Alexandra, le grand-duc Constantin Nikolaïevitch, subit un léger accident vasculaire cérébral pendant la célébration. Un mois plus tard, le vieil homme traverse une autre crise qui le laisse paralysé jusqu'à sa mort, en 1892.

### Vie en Russie

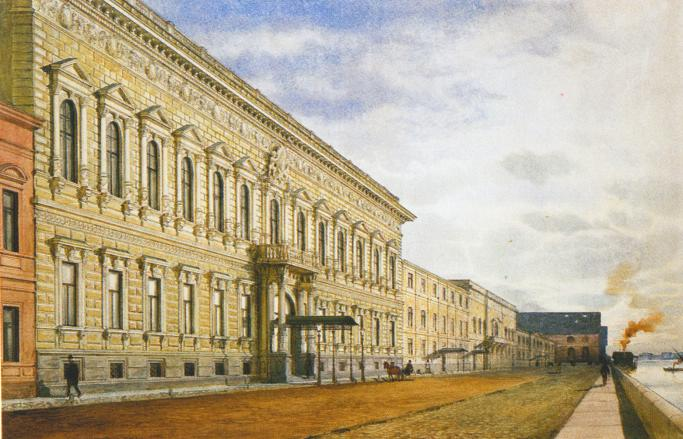
Le palais du grand-duc Paul, sur le quai des Anglais. Tableau d'Albert Benois, 1880.

Après une lune de miel passée dans le domaine rural d'Ilynskoe, situé dans la région de Moscou, Alexandra s'installe avec son mari dans le palais que celui-ci a acquis à Saint-Pétersbourg, au bord de la Neva. L'entrée de la jeune femme dans la famille impériale a un effet apaisant sur les relations qu'entretient Paul avec son frère, le grand-duc Serge Alexandrovitch. Très proches depuis leur enfance, les deux frères ont longtemps partagé une même résidence mais des rumeurs affirmant que Paul entretenait une liaison avec l'épouse de Serge ont fini par mettre un peu de distance entre eux.
Du fait de ses fonctions militaires, le grand-duc Paul s'absente de son foyer durant de longues périodes et Alexandra, déjà sujette au mal du pays et à la nostalgie de sa famille, éprouve rapidement un sentiment de solitude,. Bientôt enceinte, la princesse donne le jour à sa première enfant, la grande-duchesse Marie Pavlovna, le 18 avril 1890. L'automne suivant, le grand-duc et son épouse se rendent en Grèce afin de sortir Alexandra de sa tristesse et d'y présenter leur bébé au roi Georges Ier et à la reine Olga.
Cependant, à leur retour en Russie, le grand-duc Paul est promu par le tsar Alexandre III commandant de la garde impériale, ce qui prolonge encore ses absences. Contraints à déménager à Tsarskoïe Selo, Alexandra et Paul reçoivent de vastes appartements dans le palais Catherine mais ne se voient désormais plus que le weekend,. Cela n'empêche pas la princesse d'être à nouveau enceinte, au bout de quelques mois.

### Une mort inattendue

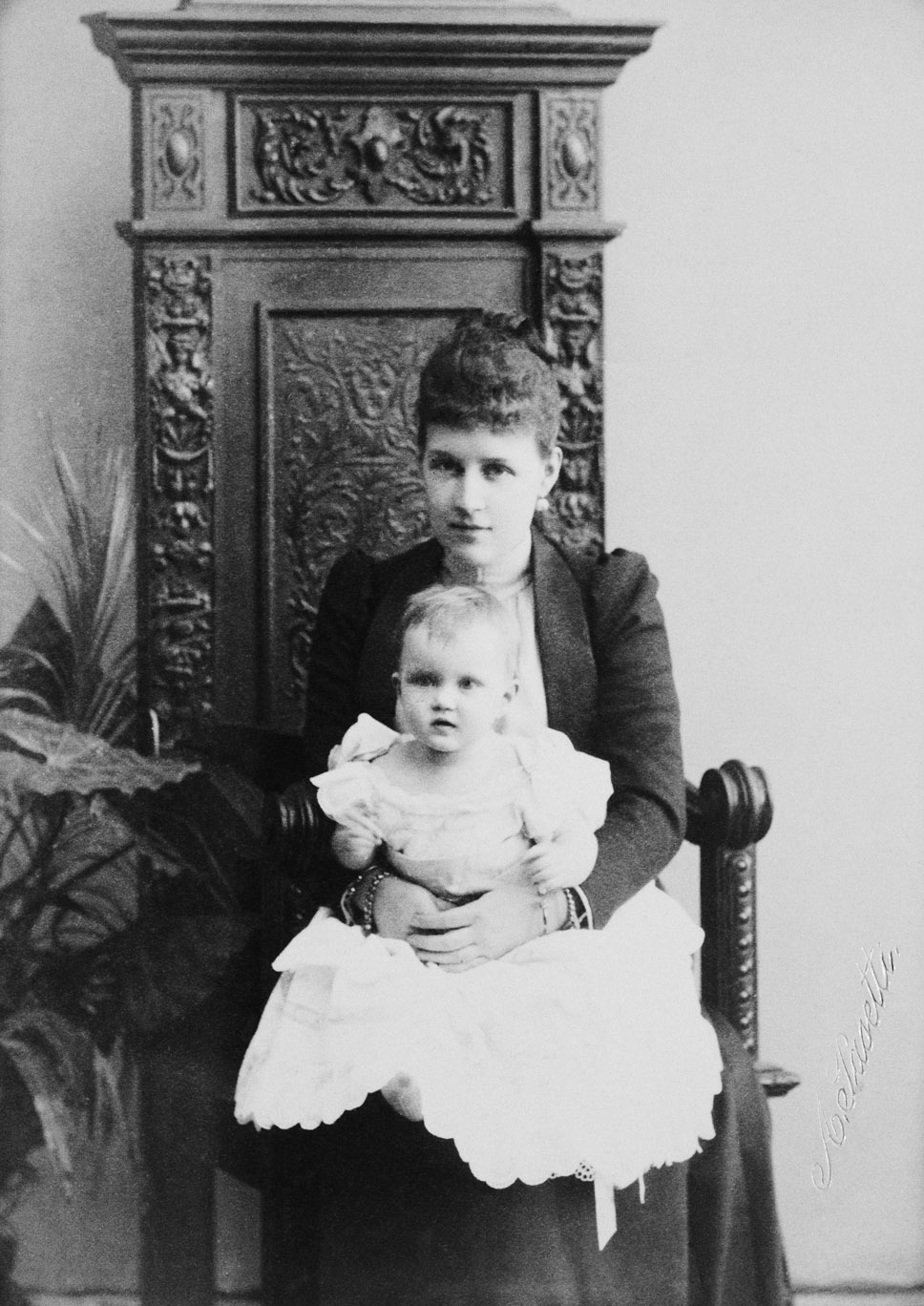
Alexandra et sa fille Marie en 1891.

Durant l'été 1891, Paul et Alexandra retournent séjourner à Ilynskoe avec le grand-duc Serge Alexandrovitch et son épouse, la princesse Élisabeth de Hesse-Darmstadt. Mais, enceinte de sept mois, Alexandra s'évanouit et se met à faire des convulsions au cours d'une promenade au bord de la Moskova. Ramenée dans la datcha du grand-duc, elle est confiée aux soins d'une matrone du village, faute de docteur. La princesse donne alors naissance à un fils prématuré, baptisé Dimitri Pavlovitch. D'abord laissé pour mort, l'enfant s'en sort finalement indemne mais sa mère s'enfonce dans un profond coma,,,.
L'état de la princesse paraissant vraiment préoccupant, ses parents sont appelés à son chevet. Ceux-ci quittent alors précipitamment le Danemark, où ils séjournaient, pour retrouver leur fille. Malgré la présence du roi et de la reine des Hellènes, Alexandra ne reprend jamais conscience et s'éteint, après six jours de coma, à l'âge de 21 ans,.

### Inhumations
À l'annonce de la mort de la princesse, des paysans de toute la région affluent à Ilynskoe. Ils organisent alors une marche funèbre, durant laquelle ils se relaient pour porter sur leurs épaules le cercueil de la princesse, depuis la datcha du grand-duc jusqu'à la station de train située à 12 km de là. De son côté, le grand-duc Serge Alexandrovitch ferme à clé la chambre dans laquelle sa belle-sœur est morte et la maintient dans l'état où elle était ce jour-là.
Transférée à Saint-Pétersbourg, la dépouille de la princesse Alexandra est inhumée, le 30 septembre 1891, dans le mausolée de la famille impériale de la cathédrale Pierre-et-Paul. Cependant, après la Révolution bolchevique et le massacre de nombreux membres de la famille impériale, parmi lesquels le grand-duc Paul Alexandrovitch, la reine Olga Constantinovna émet le souhait que les cendres de sa fille soient exhumées d'Union soviétique et rapatriées en Grèce.
En 1939, quatre ans après la restauration du roi Georges II de Grèce, neveu d'Alexandra, le gouvernement hellénique présente au Kremlin une demande de transfert de la dépouille princière. Joseph Staline accède à cette demande et le corps d'Alexandra est exhumé puis transporté par un navire battant pavillon grec. Le 21 ou 23 janvier 1940, les cendres d'Alexandra sont enterrées dans le cimetière royal du palais de Tatoï, situé près d'Athènes.
Depuis cette époque, le tombeau dans lequel reposait la grande-duchesse à la cathédrale Pierre-et-Paul est toujours en place, mais vide.

## Dans la culture

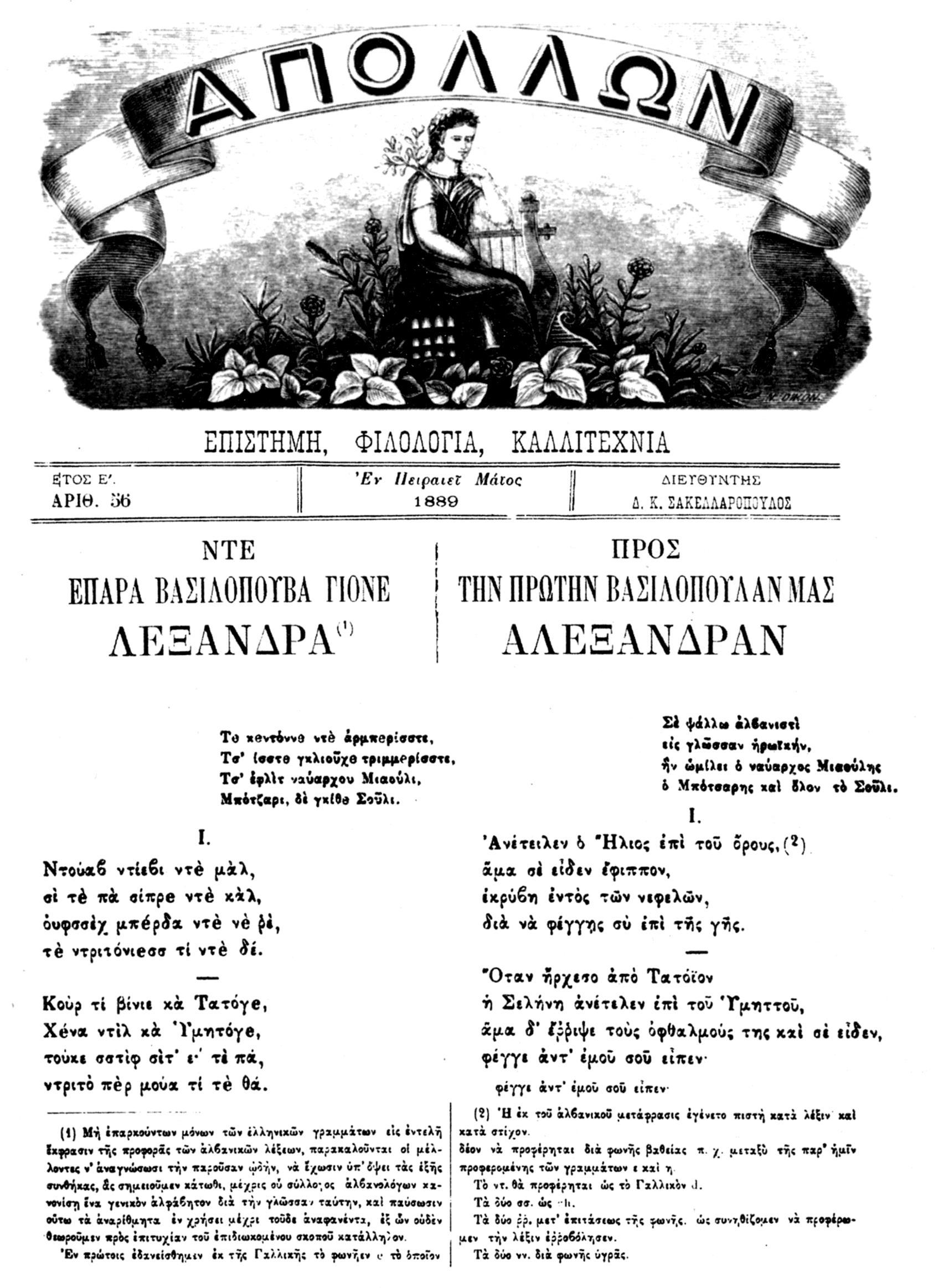
Poème composé en grec et en arvanite à l'occasion du mariage de la princesse Alexandra (no 56 du magazine Apollon).

En Russie et en Grèce, plusieurs lieux et institutions sont attachés à la mémoire de la princesse Alexandra :
- le palais inférieur (en russe : Нижняя дача), construit au début des années 1880 par le tsar Alexandre III dans le parc Alexandria, à Peterhof, a longtemps été surnommé « villa baboon » (en français : « villa babouin ») par la famille impériale. Ce sobriquet lui a été donné en l'honneur de la princesse Alexandra, qui était affectueusement surnommée « baboon » par ses parents durant son enfance et qui fut l'une des premières personnes à séjourner dans la datcha[30] ;
- l'avenue Alexandras (en grec moderne : Λεωφόρος Αλεξάνδρας), à Athènes, a été baptisée ainsi en mémoire de la princesse Alexandra[31] ;
- l'hôpital naval du Pirée, auparavant connu sous le nom d'hôpital russe du Pirée, a été fondé par la reine Olga en l'honneur de sa fille, en 1902[32] ;
- la maternité Alexandra (en grec moderne : Νοσοκομείο Αλεξάνδρα) d'Athènes a été inaugurée en 1954 et baptisée en l'honneur de la princesse[33].

Plusieurs auteurs, parmi lesquels l'écrivain russe Afanassi Fet, ont publié des poèmes en l'honneur de la princesse Alexandra à l'occasion de son mariage avec le grand-duc Paul Alexandrovitch. Par ailleurs, le ballet Les Caprices du papillon de Marius Petipa et Nikolaï Krotkov a été composé à l'occasion des noces des deux époux en 1889.

## Arbres généalogiques

### Alexandra et Paul dans la famille impériale de Russie
|                                                            |                                                            |                                                            |                                                            |                                                            |                                                            |  |  |                                                                         |                                                                         |                                                                         |                                                                         |                                                                         |                                                                         |                                                               |                                                               |                                                               |                                                               |                                                              |                                                              |                                                              |                                                              |  |  |                                                   |                                                   |                                                   |                                                   |                                                   |                                                   |  |  | Nicolas Ier, Tsar de Russie Charlotte, Pcesse de Prusse |                                             |                                             |                                             |                                             |                                             |  |  |                                                                   |                                                                 |                                                                 |                                                                 |                                                                 |                                                                 |  |  |                                               |                                               |                                               |                                               |                                               |                                               |  |  |                                                 |                                                 |                                                 |                                                 |                                                 |                                                 |  |  |  |  |  |  |  |  |  |  |  |  |  |  |  |  |  |  |  |  |  |  |  |  |  |  |  |  |
|                                                            |                                                            |                                                            |                                                            |                                                            |                                                            |  |  |                                                                         |                                                                         |                                                                         |                                                                         |                                                                         |                                                                         |                                                               |                                                               |                                                               |                                                               |                                                              |                                                              |                                                              |                                                              |  |  |                                                   |                                                   |                                                   |                                                   |                                                   |                                                   |  |  |                                                         |                                             |                                             |                                             |                                             |                                             |  |  |                                                                   |                                                                 |                                                                 |                                                                 |                                                                 |                                                                 |  |  |                                               |                                               |                                               |                                               |                                               |                                               |  |  |                                                 |                                                 |                                                 |                                                 |                                                 |                                                 |  |  |  |  |  |  |  |  |  |  |  |  |  |  |  |  |  |  |  |  |  |  |  |  |  |  |  |  |
|                                                            |                                                            |                                                            |                                                            |                                                            |                                                            |  |  |                                                                         |                                                                         |                                                                         |                                                                         |                                                                         |                                                                         |                                                               |                                                               |                                                               |                                                               |                                                              |                                                              |                                                              |                                                              |  |  |                                                   |                                                   |                                                   |                                                   |                                                   |                                                   |  |  |                                                         |                                             |                                             |                                             |                                             |                                             |  |  |                                                                   |                                                                 |                                                                 |                                                                 |                                                                 |                                                                 |  |  |                                               |                                               |                                               |                                               |                                               |                                               |  |  |                                                 |                                                 |                                                 |                                                 |                                                 |                                                 |  |  |  |  |  |  |  |  |  |  |  |  |  |  |  |  |  |  |  |  |  |  |  |  |  |  |  |  |
|                                                            |                                                            |                                                            |                                                            |                                                            |                                                            |  |  |                                                                         |                                                                         |                                                                         |                                                                         |                                                                         |                                                                         |                                                               |                                                               |                                                               |                                                               |                                                              |                                                              |                                                              |                                                              |  |  |                                                   |                                                   |                                                   |                                                   |                                                   |                                                   |  |  |                                                         |                                             |                                             |                                             |                                             |                                             |  |  | Constantin, Gd-duc de Russie Alexandra, Pcesse de Saxe-Altenbourg |                                                                 |                                                                 |                                                                 |                                                                 |                                                                 |  |  |                                               |                                               |                                               |                                               |                                               |                                               |  |  |                                                 |                                                 |                                                 |                                                 |                                                 |                                                 |  |  |  |  |  |  |  |  |  |  |  |  |  |  |  |  |  |  |  |  |  |  |  |  |  |  |  |  |
|                                                            |                                                            |                                                            |                                                            |                                                            |                                                            |  |  |                                                                         |                                                                         |                                                                         |                                                                         |                                                                         |                                                                         |                                                               |                                                               |                                                               |                                                               |                                                              |                                                              |                                                              |                                                              |  |  |                                                   |                                                   |                                                   |                                                   |                                                   |                                                   |  |  |                                                         |                                             |                                             |                                             |                                             |                                             |  |  |                                                                   |                                                                 |                                                                 |                                                                 |                                                                 |                                                                 |  |  |                                               |                                               |                                               |                                               |                                               |                                               |  |  |                                                 |                                                 |                                                 |                                                 |                                                 |                                                 |  |  |  |  |  |  |  |  |  |  |  |  |  |  |  |  |  |  |  |  |  |  |  |  |  |  |  |  |
|                                                            |                                                            |                                                            |                                                            |                                                            |                                                            |  |  |                                                                         |                                                                         |                                                                         |                                                                         | Alexandre II, Tsar de Russie Marie, Pcesse de Hesse-Darmstadt           | Alexandre II, Tsar de Russie Marie, Pcesse de Hesse-Darmstadt           | Alexandre II, Tsar de Russie Marie, Pcesse de Hesse-Darmstadt | Alexandre II, Tsar de Russie Marie, Pcesse de Hesse-Darmstadt | Alexandre II, Tsar de Russie Marie, Pcesse de Hesse-Darmstadt | Alexandre II, Tsar de Russie Marie, Pcesse de Hesse-Darmstadt |                                                              |                                                              |                                                              |                                                              |  |  |                                                   |                                                   |                                                   |                                                   |                                                   |                                                   |  |  |                                                         |                                             |                                             |                                             |                                             |                                             |  |  | Olga, Gde-Dsse de Russie Georges Ier, Roi des Hellènes            | Olga, Gde-Dsse de Russie Georges Ier, Roi des Hellènes          | Olga, Gde-Dsse de Russie Georges Ier, Roi des Hellènes          | Olga, Gde-Dsse de Russie Georges Ier, Roi des Hellènes          | Olga, Gde-Dsse de Russie Georges Ier, Roi des Hellènes          | Olga, Gde-Dsse de Russie Georges Ier, Roi des Hellènes          |  |  |                                               |                                               |                                               |                                               |                                               |                                               |  |  | Michel, Gd-duc de Russie Cécile, Pcesse de Bade | Michel, Gd-duc de Russie Cécile, Pcesse de Bade | Michel, Gd-duc de Russie Cécile, Pcesse de Bade | Michel, Gd-duc de Russie Cécile, Pcesse de Bade | Michel, Gd-duc de Russie Cécile, Pcesse de Bade | Michel, Gd-duc de Russie Cécile, Pcesse de Bade |  |  |  |  |  |  |  |  |  |  |  |  |  |  |  |  |  |  |  |  |  |  |  |  |  |  |  |  |
|                                                            |                                                            |                                                            |                                                            |                                                            |                                                            |  |  |                                                                         |                                                                         |                                                                         |                                                                         | Alexandre II, Tsar de Russie Marie, Pcesse de Hesse-Darmstadt           | Alexandre II, Tsar de Russie Marie, Pcesse de Hesse-Darmstadt           | Alexandre II, Tsar de Russie Marie, Pcesse de Hesse-Darmstadt | Alexandre II, Tsar de Russie Marie, Pcesse de Hesse-Darmstadt | Alexandre II, Tsar de Russie Marie, Pcesse de Hesse-Darmstadt | Alexandre II, Tsar de Russie Marie, Pcesse de Hesse-Darmstadt |                                                              |                                                              |                                                              |                                                              |  |  |                                                   |                                                   |                                                   |                                                   |                                                   |                                                   |  |  |                                                         |                                             |                                             |                                             |                                             |                                             |  |  | Olga, Gde-Dsse de Russie Georges Ier, Roi des Hellènes            | Olga, Gde-Dsse de Russie Georges Ier, Roi des Hellènes          | Olga, Gde-Dsse de Russie Georges Ier, Roi des Hellènes          | Olga, Gde-Dsse de Russie Georges Ier, Roi des Hellènes          | Olga, Gde-Dsse de Russie Georges Ier, Roi des Hellènes          | Olga, Gde-Dsse de Russie Georges Ier, Roi des Hellènes          |  |  |                                               |                                               |                                               |                                               |                                               |                                               |  |  | Michel, Gd-duc de Russie Cécile, Pcesse de Bade | Michel, Gd-duc de Russie Cécile, Pcesse de Bade | Michel, Gd-duc de Russie Cécile, Pcesse de Bade | Michel, Gd-duc de Russie Cécile, Pcesse de Bade | Michel, Gd-duc de Russie Cécile, Pcesse de Bade | Michel, Gd-duc de Russie Cécile, Pcesse de Bade |  |  |  |  |  |  |  |  |  |  |  |  |  |  |  |  |  |  |  |  |  |  |  |  |  |  |  |  |
|                                                            |                                                            |                                                            |                                                            |                                                            |                                                            |  |  |                                                                         |                                                                         |                                                                         |                                                                         |                                                                         |                                                                         |                                                               |                                                               |                                                               |                                                               |                                                              |                                                              |                                                              |                                                              |  |  |                                                   |                                                   |                                                   |                                                   |                                                   |                                                   |  |  |                                                         |                                             |                                             |                                             |                                             |                                             |  |  |                                                                   |                                                                 |                                                                 |                                                                 |                                                                 |                                                                 |  |  |                                               |                                               |                                               |                                               |                                               |                                               |  |  |                                                 |                                                 |                                                 |                                                 |                                                 |                                                 |  |  |  |  |  |  |  |  |  |  |  |  |  |  |  |  |  |  |  |  |  |  |  |  |  |  |  |  |
| Alexandre III, Tsar de Russie Dagmar, Pcesse de Danemark   | Alexandre III, Tsar de Russie Dagmar, Pcesse de Danemark   | Alexandre III, Tsar de Russie Dagmar, Pcesse de Danemark   | Alexandre III, Tsar de Russie Dagmar, Pcesse de Danemark   | Alexandre III, Tsar de Russie Dagmar, Pcesse de Danemark   | Alexandre III, Tsar de Russie Dagmar, Pcesse de Danemark   |  |  | Vladimir, Gd-duc de Russie Marie, Pcesse de Mecklembourg-Schwerin       | Vladimir, Gd-duc de Russie Marie, Pcesse de Mecklembourg-Schwerin       | Vladimir, Gd-duc de Russie Marie, Pcesse de Mecklembourg-Schwerin       | Vladimir, Gd-duc de Russie Marie, Pcesse de Mecklembourg-Schwerin       | Vladimir, Gd-duc de Russie Marie, Pcesse de Mecklembourg-Schwerin       | Vladimir, Gd-duc de Russie Marie, Pcesse de Mecklembourg-Schwerin       |                                                               |                                                               | Serge, Gd-duc de Russie Élisabeth, Pcesse de Hesse-Darmstadt  | Serge, Gd-duc de Russie Élisabeth, Pcesse de Hesse-Darmstadt  | Serge, Gd-duc de Russie Élisabeth, Pcesse de Hesse-Darmstadt | Serge, Gd-duc de Russie Élisabeth, Pcesse de Hesse-Darmstadt | Serge, Gd-duc de Russie Élisabeth, Pcesse de Hesse-Darmstadt | Serge, Gd-duc de Russie Élisabeth, Pcesse de Hesse-Darmstadt |  |  | Paul, Gd-duc de Russie                            | Paul, Gd-duc de Russie                            | Paul, Gd-duc de Russie                            | Paul, Gd-duc de Russie                            | Paul, Gd-duc de Russie                            | Paul, Gd-duc de Russie                            |  |  | Alexandra, Pcesse de Grèce et de Danemark               | Alexandra, Pcesse de Grèce et de Danemark   | Alexandra, Pcesse de Grèce et de Danemark   | Alexandra, Pcesse de Grèce et de Danemark   | Alexandra, Pcesse de Grèce et de Danemark   | Alexandra, Pcesse de Grèce et de Danemark   |  |  | Nicolas, Pce de Grèce et de Danemark Hélène, Gde-Dsse de Russie   | Nicolas, Pce de Grèce et de Danemark Hélène, Gde-Dsse de Russie | Nicolas, Pce de Grèce et de Danemark Hélène, Gde-Dsse de Russie | Nicolas, Pce de Grèce et de Danemark Hélène, Gde-Dsse de Russie | Nicolas, Pce de Grèce et de Danemark Hélène, Gde-Dsse de Russie | Nicolas, Pce de Grèce et de Danemark Hélène, Gde-Dsse de Russie |  |  | Marie, Pcesse de Grèce et de Danemark         | Marie, Pcesse de Grèce et de Danemark         | Marie, Pcesse de Grèce et de Danemark         | Marie, Pcesse de Grèce et de Danemark         | Marie, Pcesse de Grèce et de Danemark         | Marie, Pcesse de Grèce et de Danemark         |  |  | Georges, Gd-duc de Russie                       | Georges, Gd-duc de Russie                       | Georges, Gd-duc de Russie                       | Georges, Gd-duc de Russie                       | Georges, Gd-duc de Russie                       | Georges, Gd-duc de Russie                       |  |  |  |  |  |  |  |  |  |  |  |  |  |  |  |  |  |  |  |  |  |  |  |  |  |  |  |  |
| Alexandre III, Tsar de Russie Dagmar, Pcesse de Danemark   | Alexandre III, Tsar de Russie Dagmar, Pcesse de Danemark   | Alexandre III, Tsar de Russie Dagmar, Pcesse de Danemark   | Alexandre III, Tsar de Russie Dagmar, Pcesse de Danemark   | Alexandre III, Tsar de Russie Dagmar, Pcesse de Danemark   | Alexandre III, Tsar de Russie Dagmar, Pcesse de Danemark   |  |  | Vladimir, Gd-duc de Russie Marie, Pcesse de Mecklembourg-Schwerin       | Vladimir, Gd-duc de Russie Marie, Pcesse de Mecklembourg-Schwerin       | Vladimir, Gd-duc de Russie Marie, Pcesse de Mecklembourg-Schwerin       | Vladimir, Gd-duc de Russie Marie, Pcesse de Mecklembourg-Schwerin       | Vladimir, Gd-duc de Russie Marie, Pcesse de Mecklembourg-Schwerin       | Vladimir, Gd-duc de Russie Marie, Pcesse de Mecklembourg-Schwerin       |                                                               |                                                               | Serge, Gd-duc de Russie Élisabeth, Pcesse de Hesse-Darmstadt  | Serge, Gd-duc de Russie Élisabeth, Pcesse de Hesse-Darmstadt  | Serge, Gd-duc de Russie Élisabeth, Pcesse de Hesse-Darmstadt | Serge, Gd-duc de Russie Élisabeth, Pcesse de Hesse-Darmstadt | Serge, Gd-duc de Russie Élisabeth, Pcesse de Hesse-Darmstadt | Serge, Gd-duc de Russie Élisabeth, Pcesse de Hesse-Darmstadt |  |  | Paul, Gd-duc de Russie                            | Paul, Gd-duc de Russie                            | Paul, Gd-duc de Russie                            | Paul, Gd-duc de Russie                            | Paul, Gd-duc de Russie                            | Paul, Gd-duc de Russie                            |  |  | Alexandra, Pcesse de Grèce et de Danemark               | Alexandra, Pcesse de Grèce et de Danemark   | Alexandra, Pcesse de Grèce et de Danemark   | Alexandra, Pcesse de Grèce et de Danemark   | Alexandra, Pcesse de Grèce et de Danemark   | Alexandra, Pcesse de Grèce et de Danemark   |  |  | Nicolas, Pce de Grèce et de Danemark Hélène, Gde-Dsse de Russie   | Nicolas, Pce de Grèce et de Danemark Hélène, Gde-Dsse de Russie | Nicolas, Pce de Grèce et de Danemark Hélène, Gde-Dsse de Russie | Nicolas, Pce de Grèce et de Danemark Hélène, Gde-Dsse de Russie | Nicolas, Pce de Grèce et de Danemark Hélène, Gde-Dsse de Russie | Nicolas, Pce de Grèce et de Danemark Hélène, Gde-Dsse de Russie |  |  | Marie, Pcesse de Grèce et de Danemark         | Marie, Pcesse de Grèce et de Danemark         | Marie, Pcesse de Grèce et de Danemark         | Marie, Pcesse de Grèce et de Danemark         | Marie, Pcesse de Grèce et de Danemark         | Marie, Pcesse de Grèce et de Danemark         |  |  | Georges, Gd-duc de Russie                       | Georges, Gd-duc de Russie                       | Georges, Gd-duc de Russie                       | Georges, Gd-duc de Russie                       | Georges, Gd-duc de Russie                       | Georges, Gd-duc de Russie                       |  |  |  |  |  |  |  |  |  |  |  |  |  |  |  |  |  |  |  |  |  |  |  |  |  |  |  |  |
|                                                            |                                                            |                                                            |                                                            |                                                            |                                                            |  |  |                                                                         |                                                                         |                                                                         |                                                                         |                                                                         |                                                                         |                                                               |                                                               |                                                               |                                                               |                                                              |                                                              |                                                              |                                                              |  |  |                                                   |                                                   |                                                   |                                                   |                                                   |                                                   |  |  |                                                         |                                             |                                             |                                             |                                             |                                             |  |  |                                                                   |                                                                 |                                                                 |                                                                 |                                                                 |                                                                 |  |  |                                               |                                               |                                               |                                               |                                               |                                               |  |  |                                                 |                                                 |                                                 |                                                 |                                                 |                                                 |  |  |  |  |  |  |  |  |  |  |  |  |  |  |  |  |  |  |  |  |  |  |  |  |  |  |  |  |
|                                                            |                                                            |                                                            |                                                            |                                                            |                                                            |  |  |                                                                         |                                                                         |                                                                         |                                                                         |                                                                         |                                                                         |                                                               |                                                               |                                                               |                                                               |                                                              |                                                              |                                                              |                                                              |  |  |                                                   |                                                   |                                                   |                                                   |                                                   |                                                   |  |  |                                                         |                                             |                                             |                                             |                                             |                                             |  |  |                                                                   |                                                                 |                                                                 |                                                                 |                                                                 |                                                                 |  |  |                                               |                                               |                                               |                                               |                                               |                                               |  |  |                                                 |                                                 |                                                 |                                                 |                                                 |                                                 |  |  |  |  |  |  |  |  |  |  |  |  |  |  |  |  |  |  |  |  |  |  |  |  |  |  |  |  |
| Nicolas II, Tsar de Russie Alix, Pcesse de Hesse-Darmstadt | Nicolas II, Tsar de Russie Alix, Pcesse de Hesse-Darmstadt | Nicolas II, Tsar de Russie Alix, Pcesse de Hesse-Darmstadt | Nicolas II, Tsar de Russie Alix, Pcesse de Hesse-Darmstadt | Nicolas II, Tsar de Russie Alix, Pcesse de Hesse-Darmstadt | Nicolas II, Tsar de Russie Alix, Pcesse de Hesse-Darmstadt |  |  | Cyrille, Gd-duc de Russie Victoria-Mélita, Pcesse de Saxe-Cobourg-Gotha | Cyrille, Gd-duc de Russie Victoria-Mélita, Pcesse de Saxe-Cobourg-Gotha | Cyrille, Gd-duc de Russie Victoria-Mélita, Pcesse de Saxe-Cobourg-Gotha | Cyrille, Gd-duc de Russie Victoria-Mélita, Pcesse de Saxe-Cobourg-Gotha | Cyrille, Gd-duc de Russie Victoria-Mélita, Pcesse de Saxe-Cobourg-Gotha | Cyrille, Gd-duc de Russie Victoria-Mélita, Pcesse de Saxe-Cobourg-Gotha |                                                               |                                                               |                                                               |                                                               |                                                              |                                                              |                                                              |                                                              |  |  | Marie, Gde-Dsse de Russie Guillaume, Pce de Suède | Marie, Gde-Dsse de Russie Guillaume, Pce de Suède | Marie, Gde-Dsse de Russie Guillaume, Pce de Suède | Marie, Gde-Dsse de Russie Guillaume, Pce de Suède | Marie, Gde-Dsse de Russie Guillaume, Pce de Suède | Marie, Gde-Dsse de Russie Guillaume, Pce de Suède |  |  | Dimitri, Gd-duc de Russie Audrey Emery (en)             | Dimitri, Gd-duc de Russie Audrey Emery (en) | Dimitri, Gd-duc de Russie Audrey Emery (en) | Dimitri, Gd-duc de Russie Audrey Emery (en) | Dimitri, Gd-duc de Russie Audrey Emery (en) | Dimitri, Gd-duc de Russie Audrey Emery (en) |  |  |                                                                   |                                                                 |                                                                 |                                                                 |                                                                 |                                                                 |  |  | Nina, Pcesse de Russie Paul, Pce Chavchavadze | Nina, Pcesse de Russie Paul, Pce Chavchavadze | Nina, Pcesse de Russie Paul, Pce Chavchavadze | Nina, Pcesse de Russie Paul, Pce Chavchavadze | Nina, Pcesse de Russie Paul, Pce Chavchavadze | Nina, Pcesse de Russie Paul, Pce Chavchavadze |  |  | Xenia, Pcesse de Russie William Leeds           | Xenia, Pcesse de Russie William Leeds           | Xenia, Pcesse de Russie William Leeds           | Xenia, Pcesse de Russie William Leeds           | Xenia, Pcesse de Russie William Leeds           | Xenia, Pcesse de Russie William Leeds           |  |  |  |  |  |  |  |  |  |  |  |  |  |  |  |  |  |  |  |  |  |  |  |  |  |  |  |  |
| Nicolas II, Tsar de Russie Alix, Pcesse de Hesse-Darmstadt | Nicolas II, Tsar de Russie Alix, Pcesse de Hesse-Darmstadt | Nicolas II, Tsar de Russie Alix, Pcesse de Hesse-Darmstadt | Nicolas II, Tsar de Russie Alix, Pcesse de Hesse-Darmstadt | Nicolas II, Tsar de Russie Alix, Pcesse de Hesse-Darmstadt | Nicolas II, Tsar de Russie Alix, Pcesse de Hesse-Darmstadt |  |  | Cyrille, Gd-duc de Russie Victoria-Mélita, Pcesse de Saxe-Cobourg-Gotha | Cyrille, Gd-duc de Russie Victoria-Mélita, Pcesse de Saxe-Cobourg-Gotha | Cyrille, Gd-duc de Russie Victoria-Mélita, Pcesse de Saxe-Cobourg-Gotha | Cyrille, Gd-duc de Russie Victoria-Mélita, Pcesse de Saxe-Cobourg-Gotha | Cyrille, Gd-duc de Russie Victoria-Mélita, Pcesse de Saxe-Cobourg-Gotha | Cyrille, Gd-duc de Russie Victoria-Mélita, Pcesse de Saxe-Cobourg-Gotha |                                                               |                                                               |                                                               |                                                               |                                                              |                                                              |                                                              |                                                              |  |  | Marie, Gde-Dsse de Russie Guillaume, Pce de Suède | Marie, Gde-Dsse de Russie Guillaume, Pce de Suède | Marie, Gde-Dsse de Russie Guillaume, Pce de Suède | Marie, Gde-Dsse de Russie Guillaume, Pce de Suède | Marie, Gde-Dsse de Russie Guillaume, Pce de Suède | Marie, Gde-Dsse de Russie Guillaume, Pce de Suède |  |  | Dimitri, Gd-duc de Russie Audrey Emery (en)             | Dimitri, Gd-duc de Russie Audrey Emery (en) | Dimitri, Gd-duc de Russie Audrey Emery (en) | Dimitri, Gd-duc de Russie Audrey Emery (en) | Dimitri, Gd-duc de Russie Audrey Emery (en) | Dimitri, Gd-duc de Russie Audrey Emery (en) |  |  |                                                                   |                                                                 |                                                                 |                                                                 |                                                                 |                                                                 |  |  | Nina, Pcesse de Russie Paul, Pce Chavchavadze | Nina, Pcesse de Russie Paul, Pce Chavchavadze | Nina, Pcesse de Russie Paul, Pce Chavchavadze | Nina, Pcesse de Russie Paul, Pce Chavchavadze | Nina, Pcesse de Russie Paul, Pce Chavchavadze | Nina, Pcesse de Russie Paul, Pce Chavchavadze |  |  | Xenia, Pcesse de Russie William Leeds           | Xenia, Pcesse de Russie William Leeds           | Xenia, Pcesse de Russie William Leeds           | Xenia, Pcesse de Russie William Leeds           | Xenia, Pcesse de Russie William Leeds           | Xenia, Pcesse de Russie William Leeds           |  |  |  |  |  |  |  |  |  |  |  |  |  |  |  |  |  |  |  |  |  |  |  |  |  |  |  |  |
| Alexis, Tsarévitch de Russie                               | Alexis, Tsarévitch de Russie                               | Alexis, Tsarévitch de Russie                               | Alexis, Tsarévitch de Russie                               | Alexis, Tsarévitch de Russie                               | Alexis, Tsarévitch de Russie                               |  |  | Vladimir, Gd-duc de Russie Léonida, Pcesse Bagration-Moukhransky        | Vladimir, Gd-duc de Russie Léonida, Pcesse Bagration-Moukhransky        | Vladimir, Gd-duc de Russie Léonida, Pcesse Bagration-Moukhransky        | Vladimir, Gd-duc de Russie Léonida, Pcesse Bagration-Moukhransky        | Vladimir, Gd-duc de Russie Léonida, Pcesse Bagration-Moukhransky        | Vladimir, Gd-duc de Russie Léonida, Pcesse Bagration-Moukhransky        |                                                               |                                                               |                                                               |                                                               |                                                              |                                                              |                                                              |                                                              |  |  |                                                   |                                                   |                                                   |                                                   |                                                   |                                                   |  |  | Paul, Pce Ilynsky Angelica Kauffmann                    | Paul, Pce Ilynsky Angelica Kauffmann        | Paul, Pce Ilynsky Angelica Kauffmann        | Paul, Pce Ilynsky Angelica Kauffmann        | Paul, Pce Ilynsky Angelica Kauffmann        | Paul, Pce Ilynsky Angelica Kauffmann        |  |  |                                                                   |                                                                 |                                                                 |                                                                 |                                                                 |                                                                 |  |  |                                               |                                               |                                               |                                               |                                               |                                               |  |  |                                                 |                                                 |                                                 |                                                 |                                                 |                                                 |  |  |  |  |  |  |  |  |  |  |  |  |  |  |  |  |  |  |  |  |  |  |  |  |  |  |  |  |

### Mémoires et souvenirs princiers
- (en) HRH Prince Nicholas of Greece, My Fifty Years, Londres, Hutchinson & Company, 1926 (lire en ligne).
- (en) Grand Duchess George of Russia, A Romanov Diary, Atlantic International Publications, 1988 (ISBN 0938311093).
- (fr) S.A.I. Marie de Russie, Éducation d’une princesse, Paris, Librairie Stock, Delamain et Boutelleau, 1931 (ASIN B000KJF5I8).

### Sur Alexandra et la famille royale de Grèce
- (en) Arturo E. Beéche, Michael of Greece et Helen Hemis-Markesinis, The Royal Hellenic dynasty, Eurohistory, 2007 (ISBN 0977196151).
- (es) Ricardo Mateos Sáinz de Medrano, La Familia de la Reina Sofía : La Dinastía griega, la Casa de Hannover y los reales primos de Europa, Madrid, La Esfera de los Libros, 2004 (ISBN 84-9734-195-3).
- (en) Alan Palmer et Michael of Greece, The Royal House of Greece, Weidenfeld Nicolson Illustrated, 1990 (ISBN 0297830600).
- (en) John Van der Kiste, Kings of the Hellenes : The Greek Kings, 1863-1974, Sutton Publishing, 1994 (ISBN 0750921471).

### Sur Alexandra et la famille impériale de Russie
- (fr) Jacques Ferrand, Le grand-duc Paul Alexandrovitch de Russie : fils d'empereur, frère d'empereur, oncle d'empereur : sa famille, sa descendance ; chronique et photographies, Paris, Jacques Ferrand, 1993.
- (en) Julia Gelardi, From Splendor to Revolution : The Romanov Women, 1847-1928, Saint Martin's Griffin, 2012 (ISBN 1250001617).
- (en) Greg King et Penny Wilson, Gilded Prism : The Konstantinovichi Grand Dukes and the Last Years of the Romanov Dynasty, Eurohistory, 2006 (ISBN 0-9771961-4-3).
- (en) William Lee et Lisa Davidson, « Grand Duke Paul Alexandrovich », dans The Grand Dukes, Eurohistory, 2012 (ISBN 9780985460396).
- (en) John Perry et Constantine Pleshakov, The Flight of the Romanovs : A Family Saga, Basic Books, 1999 (ISBN 0-465-02462-9).
- (en) John Van der Kiste, The Romanov : 1818-1959, Sutton Publishing, 2005 (ISBN 075093459X).
- (en) Charlotte Zeepvat, The Camera and the Tsars : A Romanov Family Album, Sutton Publishing, 2004 (ISBN 075094210X).
- (en) Charlotte Zeepvat, Romanov Automn : The Last Century of Imperial Russia, Sutton Publishing, 2006 (ISBN 0750944188).